# 岐阜県保育所一覧
岐阜県保育所一覧（ぎふけんほいくしょいちらん）は、岐阜県の保育所の一覧。ここでは認定こども園のうち、「保育所型認定こども園」についても記述する。認定こども園のうち「幼保連携型認定こども園」「幼稚園型認定こども園」については岐阜県幼稚園一覧を参照のこと。

## 公立保育所

### 岐阜地区

#### 岐阜市
| - 岐阜市立京町保育所 - 岐阜市立島保育所 - 岐阜市立鷺山保育所 - 岐阜市立長森南保育所 - 岐阜市立長森北保育所 - 岐阜市立木田保育所 - 岐阜市立あかね保育所 - 岐阜市立西郷保育所 - 岐阜市立市橋保育所 | - 岐阜市立網代保育所 - 岐阜市立三輪南保育所 - 岐阜市立あいかわ保育所 - 岐阜市立則武保育所 - 岐阜市立三輪北保育所 - 岐阜市立黒野保育所 |

#### 各務原市
| - 各務原市立蘇原保育所 - 各務原市立那加中央保育所 - 各務原市立尾崎保育所（休園中） | - 各務原市立中屋保育所 - 各務原市立鵜沼西保育所 |

#### 山県市
| - 山県市立梅原保育園 - 山県市立大桜保育園 - 山県市立伊自良保育園 | - 山県市立みやま保育園 - 山県市立富波保育園 |

#### 瑞穂市
| - 瑞穂市立本田第1保育所 - 瑞穂市立本田第2保育所 - 瑞穂市立別府保育所 - 瑞穂市立牛牧第1保育所 | - 瑞穂市立牛牧第2保育所 - 瑞穂市立西保育・教育センター - 瑞穂市立中保育・教育センター - 瑞穂市立南保育・教育センター |

#### 本巣市
| - 本巣市立本巣保育園 - 本巣市立神海保育園 - 本巣市立真桑保育園 - 本巣市立弾正保育園 | - 本巣市立真正保育園 - 本巣市立糸貫保育園 - 本巣市立糸貫西保育園 - 本巣市立根尾保育園 |

#### 本巣郡

##### 北方町
- 北方町立中保育園
- 北方町立南保育園
- 北方町立北保育園

### 西濃地区

#### 大垣市
| - 大垣市立丸の内保育園 - 大垣市立ゆりかご保育園 - 大垣市立西保育園 - 大垣市立南保育園 - 大垣市立北幼保園（保育園部） - 大垣市立三城幼保園（保育園部） - 大垣市立日新幼保園（保育園部） - 大垣市立荒崎幼保園（保育園部） - 大垣市立青墓幼保園（保育園部） | - 大垣市立安井保育園 - 大垣市立すもと保育園 - 大垣市立墨俣保育園 - 大垣市立牧田保育園 - 大垣市立時保育園 - 大垣市立綾里幼保園（保育園部） - 大垣市立赤坂幼保園（保育園部） |

#### 安八郡

##### 神戸町
- 神戸町立神戸幼児園（保育園部）
- 神戸町立下宮幼児園（保育園部）
- 神戸町立南平野幼児園（保育園部）
- 神戸町立北幼児園（保育園部）

#### 揖斐郡

##### 池田町
- 池田町立宮地保育園
- 池田町立温地保育園
- 池田町立西保育園
- 池田町立片山保育園
- 養基小学校養基保育所組合立養基保育園

### 中濃地区

#### 関市
| - 関市立富岡保育園 - 関市立田原保育園 - 関市立富野保育園 - 関市立西部保育園 - 関市立南ヶ丘保育園 | - 関市立洞戸保育園 - 関市立板取めばえ保育園 - 関市立むげがわ保育園 - 関市立武儀やまゆり保育園 - 関市立上之保保育園 |

#### 美濃加茂市
| - 美濃加茂市立太田第一保育園 - 美濃加茂市立太田第二保育園 - 美濃加茂市立あじさい保育園 | - 美濃加茂市立加茂野保育園 - 美濃加茂市立ほくぶ保育園 - 美濃加茂市立下米田保育園 |

#### 可児市
- 可児市立久々利保育園
- 可児市立めぐみ保育園
- 可児市立土田保育園
- 可児市立兼山保育園

#### 郡上市
| - 郡上市立幼児教育センターやまびこ園 - 郡上市立北濃保育園 - 郡上市立たかす保育園 | - 郡上市立たかす北保育園 - 郡上市立幼児教育センターみなみ園 - 郡上市立明宝保育園 - 郡上市立和良保育園 |

#### 加茂郡

##### 七宗町
- 七宗町立七宗第一保育園
- 七宗町立七宗第二保育園

##### 八百津町
- 八百津町立八百津保育園
- 八百津町立錦津保育園
- 八百津町立久田見保育園

##### 白川町
- 白川町立白川保育園
- 白川町立白川北保育園
- 白川町立蘇原保育園
- 白川町立黒川保育園
- 白川町立佐見保育園

##### 東白川村
- 東白川村立みつば保育園

#### 可児郡

##### 御嵩町
- 御嵩町立上之郷保育所
- 御嵩町立中保育所
- 御嵩町立伏見保育所

### 東濃地区

#### 多治見市
| - 多治見市立双葉保育園 - 多治見市立池田保育園 - 多治見市立共栄保育園 - 多治見市立小泉保育園 - 多治見市立北野保育園 | - 多治見市立旭ヶ丘保育園 - 多治見市立市之倉保育園 - 多治見市立笠原保育園 - 多治見市立星ヶ台保育園 |

池田保育園と旭ヶ丘保育園は指定管理者制度

#### 中津川市
| - 中津川市立一色保育園 - 中津川市立中津川保育園 - 中津川市立北野保育園 - 中津川市立苗木保育園 - 中津川市立落合保育園 | - 中津川市立付知保育園 - 中津川市立下野保育園 - 中津川市立福岡保育園 - 中津川市立高山保育園 |

#### 瑞浪市
| - 瑞浪市立陶幼児園（保育部） - 瑞浪市立桔梗幼児園（保育部） - 瑞浪市立稲津幼児園（保育部） - 瑞浪市立日吉幼児園（保育部） - 瑞浪市立一色幼児園（保育部） | - 瑞浪市立竜吟幼児園（保育部） - 瑞浪市立瑞浪幼児園（保育部） - 瑞浪市立みどり幼児園（保育部） |

#### 土岐市
| - 土岐市立つまぎ保育園 - 土岐市立みなみ保育園 - 土岐市立ひだ保育園 | - 土岐市立みつば保育園 - 土岐市立久尻保育園 |

### 飛騨地区

#### 高山市
| - 高山市立城山保育園 - 高山市立山王保育園 - 高山市立岡本保育園 - 高山市立荘川保育園 | - 高山市立久々野保育園 - 高山市立朝日保育園 - 高山市立本郷保育園 - 高山市立栃尾保育園 |

#### 飛騨市
| - 飛騨市立宮城保育園 - 飛騨市立河合保育園 - 飛騨市立宮川保育園（休園中） | - 飛騨市立旭保育園 - 飛騨市立栃洞保育園（休園中） |

#### 大野郡

##### 白川村
- 白川村立白川保育園

## 公立認定こども園（保育所型認定こども園）

### 西濃地区

#### 安八郡

##### 安八町
- 結こども園
- 牧こども園
- 南條こども園
- 森部こども園
- 中央こども園
- ふたばこども園

#### 垂井町
- 垂井こども園
- 東こども園
- 宮代こども園
- 表佐こども園
- 府中こども園
- 岩手こども園

##### 関ケ原町
- 東保育園
- 西保育園
- 今須保育園

#### 揖斐郡

##### 揖斐川町
- いび幼児園
- やまと・きたがた幼児園
- きよみず幼児園
- おじま幼児園
- たにぐみ幼児園
- かすが幼児園
- くぜ幼児園
- さかうち幼児園

##### 大野町
- 大野町西こども園
- 大野町南こども園

### 中濃地区

#### 美濃加茂市
- 山之上こども園

#### 加茂郡

##### 富加町
- とみかこども園

##### 川辺町
- 川辺町第3こども園

### 東濃地区

#### 恵那市
- 城ヶ丘こども園
- おさしま二葉こども園
- 岩村こども園

### 飛騨地区

#### 下呂市
- みなみこども園
- きたこども園
- 小坂こども園
- わかばこども園
- たけはらこども園
- かなやまこども園

## 私立保育所

### 岐阜地区

#### 岐阜市
| - 日野保育園 - 岩保育園 - 本荘保育園 - 聖徳保育園 - 木之本保育園 - 鶉保育園 | - みぞはた保育園 - 茜部保育園 - さゆり保育園 - 領下保育園 - 若葉保育園 - 桜保育園 | - 常磐保育園 - 七郷保育園 - 鏡島保育園 - 華陽保育園 - なかよし岐阜南保育園 |

#### 羽島市
| - 足近保育園 - 小熊保育園 - 竹鼻保育園 - 福寿保育園 | - 江吉良保育園 - 堀津保育園 - 中島保育園 |

#### 各務原市
| - 那加保育園 - 鵜沼東保育園 - 鵜沼中保育園 | - 蘇原南保育園 - 蘇原西保育園 - 雄飛ヶ丘保育園 |

#### 瑞穂市
- 清流みずほ保育園

#### 羽島郡

##### 笠松町
- 笠松保育園
- 第一保育所
- 下羽栗保育所
- 松枝保育所

##### 岐南町
- 岐南さくら北保育園
- うれしの東保育園
- 岐南南さくら保育園

### 西濃地区

#### 大垣市
| - みそぎ保育園 - わかたけ保育園 - きど保育園 | - みのり保育園 - 宝林保育園 - はだしっこ保育園 | - 木の花保育園 - 一之瀬保育園 - 多良第2保育園 |

#### 養老郡

##### 養老町
- 養老保育園
- めぐみ保育園
- 下笠保育園

### 中濃地区

#### 関市
| - 関保育園 - 安桜保育園 - 松渓保育園 - 中濃保育園 - 下有知保育園 | - 倉知保育園 - 小金田保育園 - 瀬尻保育園 - 童心保育園 |

#### 美濃市
- 清泰保育園
- 松美保育園
- かえで保育園

#### 美濃加茂市
- 加茂学園
- 森山学園
- たちばな保育園
- ニチイキッズ美濃加茂保育園

#### 可児市
- すみれ保育園
- 桜ケ丘保育園
- ひろみ保育園にこにこ
- はぐみの森保育園
- かたびら保育園
- 可児さくら保育園

#### 郡上市
- 慈教保育園
- 大中保育園
- 白鳥保育園
- まどか保育園

#### 加茂郡

##### 坂祝町
- 坂祝保育園

##### 八百津町
- 和知保育園

##### 白川町
- 光の子保育園

### 東濃地区

#### 多治見市
- けいなん保育園
- 姫保育園
- 若草保育園
- こうよう保育園
- おとわ　ももの木保育園

#### 中津川市
- 坂本さくら保育園
- 東さくら保育園
- こばと保育園
- めぐみ保育園
- のぞみ保育園
- かやの木保育園

#### 瑞浪市
- 啓明保育園
- 千寿の里 愛保育園

#### 恵那市
- 千草保育園
- ルンビニー保育園

#### 土岐市
- 花園あおぞら保育園
- 花園保育園

### 飛騨地区

#### 高山市
| - 高山西保育園 - 高山南保育園 - 高山北保育園 - 宮保育園 - 総和保育園 - 龍華保育園 | - こま草保育園 - 大八保育園 - 江名子保育園 - こくふ保育園 - たんぽぽ保育園 - 三枝保育園 | - 本母保育園 - 新宮保育園 - 中山保育園 - 清見保育園 |

#### 飛騨市
- 双葉保育園

## 私立認定こども園（保育所型認定こども園）

### 岐阜地区

#### 岐阜市
- 大洞こども園

#### 羽島市
- 桜花こども園

#### 瑞穂市
- 清流みずほ認定こども園
- ほづみの森こども園

#### 各務原市
- 認定こども園前宮保育園
- 川島東こども園
- 新生こども園

#### 羽島郡

##### 岐南町
- うれしの認定こども園

### 西濃地区

#### 大垣市
- 認定こども園大垣ひかり保育園

#### 海津市
- 東江こども園
- わかば海津北こども園
- 秋桜こども園
- わかば海西こども園
- 認定こども園下多度保育園

- 認定こども園庭田保育園
- こまの認定こども園
- やまざきゆめの森こども園
- 認定こども園石山保育園

#### 養老郡

##### 養老町
- 池辺こども園

### 中濃地区

#### 美濃加茂市
- 明応こども園

#### 可児市
- 認定こども園ひろみ保育園すくすく

#### 郡上市
- 認定こども園妙高保育園
- 認定こども園浄心こどもの城
- ひかりの丘こども園

## 小規模認可保育所

### 岐阜地区

#### 岐阜市
| - 太陽の子幼稚舎 - かぐや第二保育園 - ひまわり共同保育所 - ちびっこ島保育園 - 保育所サニーランド長良園 - 保育所ちびっこえんじぇるらんど - 保育所ベビーキッズ本荘園 - 駅前保育所みっけのおうち - NAGOMIキッズ - こばとの森保育園 | - 保育所にっこり園 - 岐阜幼稚園小規模保育所 - ほんごうけやき通り保育園 - いづみ中央スプリン保育園 - こばとの森西保育園 - みのり夢保育園 - いづみ第2どんぐり保育園 - みらいの森保育園 - こばとの森どんぐり保育園 - サニーサイドインターナショナルプリスクール | - クルールン保育園 - かぐや第三保育園 - ながらちいさな森 - 日野南すみれ保育園 - ステラ保育園 - すずらん日光保育園 - リンゴの木 - 小規模保育園キッズあるてあ - にじいろ保育園 |

#### 各務原市
- はな保育室うぬま駅前
- ポプラうぬま保育園
- みらいあおぞら保育園
- 各務原保育所
- テテット

#### 山県市
- ねっこ園

#### 瑞穂市
- ニチイキッズ瑞穂保育園
- はな保育室ほづみ
- ちびっこ園。ミズホ
- まめっこ保育園

#### 本巣郡

##### 北方町
- ちびっこ園。

#### 羽島郡

##### 岐南町
- りんご保育園ぎなん

### 西濃地区

#### 大垣市
- わかたけ小規模保育園
- はだしっこつくし保育園

#### 養老郡

##### 養老町
- 小規模保育園おひさまっこ
- 高田保育園

#### 揖斐郡

##### 揖斐川町
- 揖斐幼稚園　Green Space トッドラーズ フォレスト

### 中濃地区

#### 関市
- 中濃キッズ保育園

#### 美濃加茂市
- りんご保育園まきの
- りんご保育園にしまち
- よつば保育園

#### 可児市
- 梶の木保育園
- スマイルネスト今渡保育園
- スマイルネスト広見東保育園
- りんご保育園にしか

#### 加茂郡

##### 富加町
- りんご保育園とみか

#### 可児郡

##### 御嵩町
- りんご保育園みたけ

### 東濃地区

#### 多治見市
- 旭ヶ丘あい幼児園
- ボコデコキッズ
- 駅前キツズほっとママ
- Jo Blanco
- 多治見大和キッズ保育園

#### 土岐市
- はやし保育所
- みやまえ保育園
- 土岐共同保育所　たけのこ園

#### 瑞浪市
- もりの愛保育園

#### 恵那市
- 保育所ちゃお

#### 中津川市
- 家庭的保育園くっく
- 誠和あい保育園

### 飛騨地区

#### 高山市
- すぎがおか託児所

#### 下呂市
- 下呂市立みやだ子育て・保育ステーション（休止中）
- 下呂市立かみはら子育て・保育ステーション
- 下呂市立なかはら子育て・保育ステーション
- わかあゆ子育て・保育ステーション

## 事業所内保育事業所
ここでは認可保育所で、事業所内の従業員の幼児のみでは無く、地域の幼児を受け入れている保育所（地域型保育事業所）を記載する。括弧内は事業所名。

### 岐阜地区

#### 岐阜市
- 岐阜大学保育園ほほえみ　（岐阜大学）
- わらべ保育所　（みどり病院）
- ぎふっこ保育園　（岐阜県庁）

#### 各務原市
- やはた保育園　（八幡ねじ）

### 中濃地区

#### 美濃加茂市
- あゆみ保育所　（医療法人録三会）

### 東濃地区

#### 土岐市
- ひなたぼっこ保育園　（有限会社ひなたぼっこさと）

### 飛騨地区

#### 下呂市
- ししのこ　（萩原北醫院）